# Шакалака

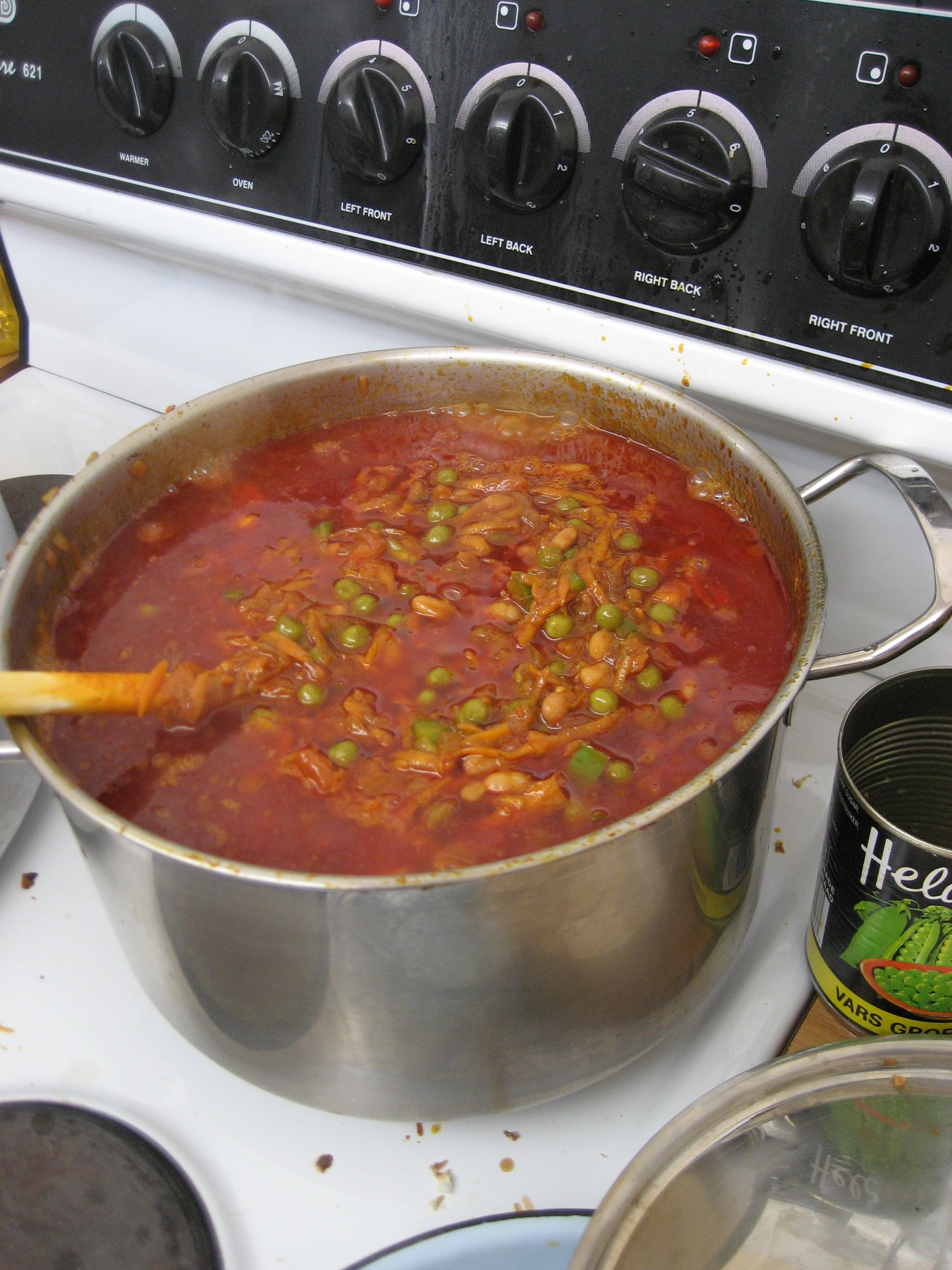
Шакалака

Шакалака (чакалака, англ. chakalaka) — гострий африканський овочевий салат, популярний в Південно Африканській республіці, а також в Есватіні. Страва виникла, можливо, в середині XX століття в передмістях Йоганнесбургу.
До складу салату входять томати та цибуля, морква, запечені боби, горох, різана на смужки капуста й спеції: перець (як чорний, так і червоний стручковий чилі), сіль, часник, а також (в залежності від рецепту) каррі, імбир та коріандр.
Традиційно вживається з хлібом або з кукурудзяною кашею mieliepap, також подається як гарнір до ковбаси (wors), курячого м'яса Peri Peri, смаженої баранини та свинини. Щоб компенсувати його вогненний смак, іноді подається з кислим сиром Amasi.
Шакалаку їдять як в холодному, так і в гарячому вигляді. У сучасній західній кухні шакалака використовується як соус до картопляних чипсів або як барбекю-соус.